# Mike Farrell
Mike Farrell (St. Paul, Minnesota, 6 de febrero de 1939) es un actor y activista estadounidense contra la pena de muerte, siendo director de la organización de derechos humanos sin fines de lucro Death Penalty Focus.

## Biografía
El mayor de cuatro hermanos, contando con tan sólo dos años de edad, se instala con su familia en Hollywood, California, donde su padre trabajaba como carpintero en unos estudios de cine. Tras graduarse en la Hollywood High School, prestó servicio en el Cuerpo de Marines de los Estados Unidos, hasta iniciar su carrera artística. 

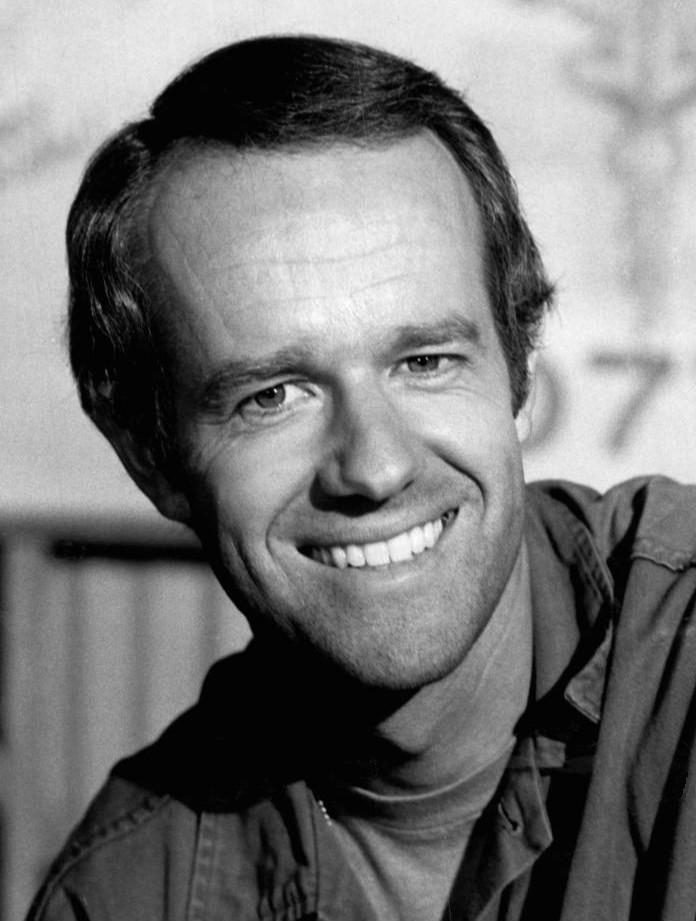
Mike Farrell en la serie MASH en 1975.

Durante la década de 1960 y principios de los 70, Farrell intervino en diversas series de televisión, entre ellas The Monkees (1967), Combat! y I Dream of Jeannie. En 1968 se hace con el papel de Scott Banning en la telenovela de la NBC Days of our Lives. 
Sin embargo, el papel que le otorga popularidad incluso más allá de su propio país es de B.J. Hunnicutt, en la serie sobre la guerra de Corea M*A*S*H. El personaje representa el contrapunto del interpretado por Alan Alda y que hasta la tercera temporada fue Wayne Rogers, que abandonó la producción inopinadamente. Farrell continuó interpretando el personaje durante los nueve años restantes en que la serie siguió emitiéndose. Durante ese tiempo, además, escribió cinco episodios y dirigió cuatro.
Tras la cancelación de M*A*S*H, Farrell intervino como estrella invitada en numerosas producciones de televisión, como Murder, She Wrote, prestó su voz al personaje de Jonathan Kent en Superman: la serie animada (1996) y en la película animada estadounidense lanzada directa a DVD Superman: Brainiac Attacks. Dio vida al padre del personaje interpretado por Melina Kanakaredes, protagonista de la serie Providence (1999-2002). Finalmente, en la 4ª temporada de Mujeres desesperadas interpretó a Milton Lang, suegro de Gabrielle Solís (Eva Longoria).
Paralelamente, Farrell ha desarrollado una intensa labor como activista político de diferentes causas sociales y ha trabajado en organizaciones como Human Rights Watch y Death Penalty Focus, que aboga por la abolición de la pena capital en Estados Unidos. Además, entre 2002 y 2005 fue Primer Vicepresidente del Screen Actors Guild en Los Ángeles y tuvo un papel destacado en la oposición a la Guerra de Irak.